# Gobernaciones de Túnez

Governaciones de Túnez.

Una gobernación de Túnez (en árabe wilayah y plural wilayat) es una colectividad territorial en Túnez, equivalente a los departamentos franceses, a la cabeza de la cual se encuentra el gobernador, equivalentes a un prefecto francés, nombrado por el presidente de la República tunecina a propuesta del ministro del Interior.
Túnez está dividida actualmente en 24 gobernaciones, 264 delegaciones o distritos (mutamadiyat, dirigidas por delegados) y 350
municipalidades (baladiyat, dirigidas por alcaldes).
La división administrativa más pequeña es el sector o imada (dirigidas por jefes de sector u omda) cuyo número asciende a 2.073.
Túnez tiene además 8 regiones en el país. Cerca de la capital, la ciudad de Túnez, el territorio es principalmente semiárido. Sin embargo, en las regiones del sur, llega a ser muy árido debido al desierto del Sahara.

## ISO
Las gobernaciones de Túnez están codificadas según la norma ISO 3166-2, en la categoría ISO 3166-2:TN.
| Clave | Gobernación | Población (2014) | Área (km²) | Densidad | Subregión    | Región |
| ----- | ----------- | ---------------- | ---------- | -------- | ------------ | ------ |
| 1     | Ariana      | 576,088          | 482        | 1,195.20 | Nordeste     | Este   |
| 2     | Béja        | 303,032          | 3,740      | 81.02    | Noroeste     | Oeste  |
| 3     | Ben Arous   | 631,842          | 761        | 830.28   | Nordeste     | Este   |
| 4     | Bizerta     | 568,219          | 3,750      | 151.53   | Nordeste     | Este   |
| 8     | Cairuán     | 570,559          | 6,712      | 85.01    | Centro Oeste | Oeste  |
| 5     | Gabès       | 374,300          | 7,166      | 52.23    | Sudeste      | Este   |
| 6     | Gafsa       | 337,331          | 7,807      | 43.21    | Sudoeste     | Oeste  |
| 7     | Jendouba    | 401,477          | 3,102      | 129.43   | Noroeste     | Oeste  |
| 9     | Kasserine   | 439,243          | 8,260      | 53.18    | Centro Oeste | Oeste  |
| 10    | Kebili      | 156,961          | 22,454     | 6.99     | Sudoeste     | Oeste  |
| 11    | Kef         | 243,156          | 4,965      | 48.97    | Noroeste     | Oeste  |
| 12    | Mahdía      | 410,812          | 2,966      | 138.51   | Centro Este  | Este   |
| 13    | Manouba     | 379,518          | 1,137      | 333.79   | Nordeste     | Este   |
| 14    | Medenine    | 479,520          | 9,167      | 52.31    | Sudeste      | Este   |
| 15    | Monastir    | 548,828          | 1,019      | 538.59   | Centro Este  | Este   |
| 16    | Nabeul      | 787,920          | 2,788      | 282.61   | Nordeste     | Este   |
| 17    | Sfax        | 1,113,496        | 7,545      | 126.63   | Centro Este  | Este   |
| 18    | Sidi Bouzid | 429,912          | 7,405      | 58.06    | Centro Oeste | Oeste  |
| 19    | Siliana     | 223,087          | 4,642      | 48.06    | Noroeste     | Oeste  |
| 20    | Susa        | 674,971          | 2,669      | 252.89   | Centro Este  | Este   |
| 21    | Tataouine   | 149,453          | 38,889     | 3.84     | Sudeste      | Este   |
| 22    | Tozeur      | 107,912          | 5,593      | 22.87    | Sudoeste     | Oeste  |
| 23    | Túnez       | 1,056,247        | 288        | 3,052.74 | Nordeste     | Este   |
| 24    | Zaghouan    | 176,945          | 2,820      | 63.93    | Nordeste     | Este   |